# Вишнёвка (Челябинская область)
Вишнёвка — посёлок в Уйском районе Челябинской области России. Входит в состав Нижнеусцелемовского сельского поселения.

## География
Посёлок находится в центральной части области, в лесостепной зоне, к югу от реки Уй, на расстоянии 13 километров по прямой к юго-востоку от села Уйского, административного центра района. Абсолютная высота 311 метров над уровнем моря.
Часовой пояс
Посёлок Вишнёвка, как и вся Челябинская область, находится в часовой зоне МСК+2. Смещение применяемого времени относительно UTC составляет +5:00.

## Население
| 2002 | 2010 |
| ---- | ---- |
| 218  | ↘192 |

Гендерный состав
По данным Всероссийской переписи населения 2010 года в гендерной структуре населения мужчины составляли 45,8 %, женщины —  54,2 %.
Национальный состав
Согласно результатам переписи 2002 года, в национальной структуре населения русские составляли 82 %.

## Улицы
Уличная сеть посёлка состоит из пяти улиц и двух переулков.